# Iris Luypaers
Iris Luypaers (Heverlee, 1982) is een Belgisch sopraan.

## Levensloop

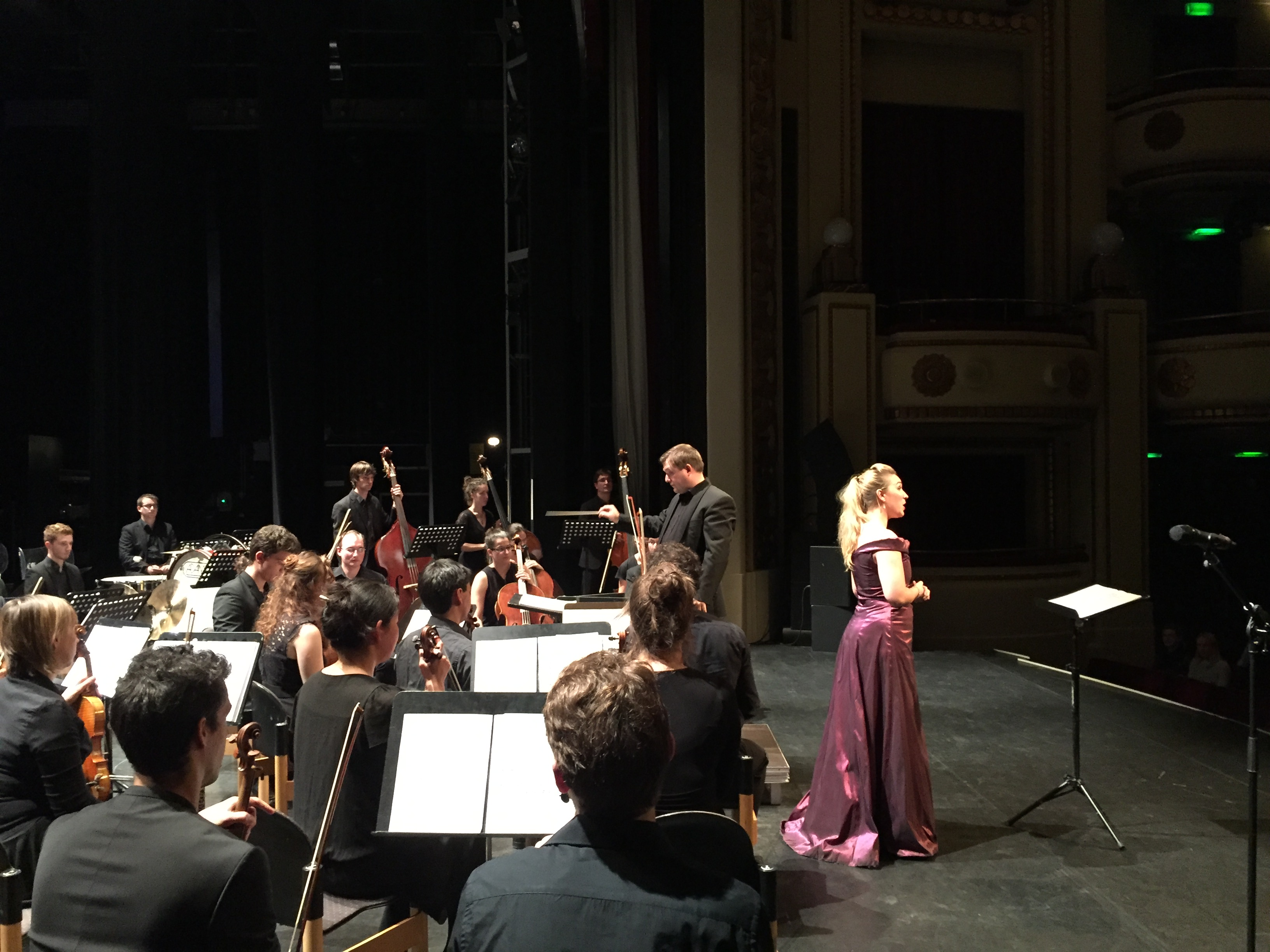
Iris Luypaers met Frascati Symphonic onder leiding van Kris Stroobants

Luypaers begon haar masterstudies aan het Koninklijk Conservatorium te Antwerpen en trok daarna naar Montreal om zich te vervolmaken in de operastudio van McGill Schulich School of Music en aan Operaworks in Los Angeles. Ze stond onder begeleiding van Guy De Mey, Joanne Kolomyjec en Daniel Taylor. Ze volgde masterclasses bij onder anderen Christine Brewer, Denise Massé, Carol Yahr, Joan Dornemann, John Norris en Gidon Saks. Momenteel staat ze onder de begeleiding van Nelly Miricioiu en de Amerikaanse Bariton Stephen Salters.
Reeds tijdens haar studies in Antwerpen vroeg de Vlaamse Opera haar voor meerdere producties, daarnaast was ze ook actief in de operaproducties van Muziektheater Transparant en in 2007 werd ze een vast lid van het gezelschap The Theatre of Early Music.
In 2008 was ze als enige Belgische sopraan tot in de halve finale van de Koningin Elisabethwedstrijd geraakt.
Ze werkte samen met de Vlaamse Opera voor de wereldcreatie van "The Rage of Life" van Elena Kats-Chernin, trad op tijdens de opening van het Festival Theater aan zee en deed een recital reeks in het Concertgebouw Brugge.
In 2009 startte ze haar eigen ensemble “I due Quartetti” in samenwerking met Bart Van Caenegem en in 2010 vertolkte ze samen met pianist Liebrecht Vanbeckevoort de Liederkreis Op. 39 van Robert Schumann. Daarnaast vormt zij samen met Gijs Van der Linden het duo Idyll.
Ze heeft een sterke voorkeur voor oratoria en liederen maar is ook thuis in andere muziekstijlen, zoals musical, jazz, pop en tango.

## Onderscheidingen
- 2008: Halve Finale Koningin Elisabethwedstrijd

## Festivals
- KLARA in het Paleis
- Festival International du Domaine Forget
- Ottawa International Chamber Music Festival
- Musimars Festival, Montreal
- Festival Theater aan zee

## Samenwerkingen
- Josse de Pauw en I solisti del vento (Creatie "Een nieuw requiem")
- Matt Haimowitz
- Belgische Kamerfilharmonie
- Brussels Philharmonic
- Brussels Jazz Orchestra
- Frascati Symphonic onder leiding van Kris Stroobants
- Marco Beasly
- Kurt Bikkembergs
- Peter Dijkstra
- Gijs Van der Linden

## Discografie
- The voice of Bach, met contra tenor Daniel Taylor en The Theatre of Early Music
- Creating Chances met muziek van Bert Joris en Frank Vaganée